# Jag stal en miljon
Jag stal en miljon (originaltitel: The Lavender Hill Mob) är en brittisk komedifilm från 1951, i regi av Charles Crichton, med Alec Guinness och Stanley Holloway i huvudrollerna. Audrey Hepburn har en mindre roll.
År 1999 placerade British Film Institute filmen på 17:e plats på sin lista över de 100 bästa brittiska filmerna genom tiderna. 

## Handling
Henry Holland (Alec Guinness) har arbetat på samma bank i nästan 20 år där han ansvarat för att leverera guldtackor. Tillsammans med sin vän Pendlebury (Stanley Holloway) sätter han ihop en plan för att stjäla guldtackorna och smälta ner dem till små souvenir-eiffeltorn och sedan smuggla dem till Paris. Katastrofen inträffar dock och eiffeltornen i guld säljs av misstag till en besökande skolklass från England. Gänget lyckas spåra upp och köpa tillbaka alla eiffeltornen utom ett, som råkar befinna sig på en polismässa. Henry Holland snor åt sig eiffeltornet och en vild jakt uppstår. Han lyckas dock undkomma till Sydamerika med frukterna av sitt byte, men lagen hinner ifatt honom och han grips.

## Om filmen
Manusförfattaren, T.E.B. Clarke, vände sig till Bank of England för att få veta hur man kunde bära sig åt för att stjäla guld för en miljon pund. Banken satte ihop en kommitté som tog fram planen åt honom. Clarke tilldelades en Oscar för sitt arbete med filmens manus 1953.
Det engelska namnet The Lavender Hill Mob kommer från området Lavender Hill i södra London, där Holland och Pendlebury bor på Balmoral Hotel.
Filmen hade svensk premiär den 10 september 1951.
Jag stal en miljon har visats i SVT, bland annat 1978, i januari 2021 och i april 2022.

## Medverkande i urval
- Alec Guinness – Henry "Dutch" Holland
- Stanley Holloway – Alfred "Al" Pendlebury
- Sid James – Lackery Wood
- Alfie Bass – Shorty Fisher
- Marjorie Fielding – Mrs. Chalk
- Edie Martin – Miss Evesham
- John Salew – Parkin
- Ronald Adam – Turner
- Arthur Hambling – Wallis
- Gibb McLaughlin – Godwin
- John Gregson – Farrow
- Clive Morton – Station Sergeant
- Sydney Tafler – Clayton
- Marie Burke – Senora Gallardo
- Audrey Hepburn – Chiquita